# Moerewa
Moerewa ist ein Ort im Far North District der Region Northland auf der Nordinsel von Neuseeland.

## Geographie
Der Ort befindet sich rund 5 km westlich von Kawakawa und rund 19 km östlich von Kaikohe in einer leichten Hügellandschaft.  Südlich des Ortes schlängelt sich der Waiharakeke Stream ostwärts. Wenige Kilometer entfernt befindet sich im Nordosten die Bay of Islands.

## Bevölkerung
Zum Zensus des Jahres 2013 zählte der Ort 1431 Einwohner, 6,7 % weniger als zur Volkszählung im Jahr 2006. 88,3 % der Bevölkerung sind Māori

## Wirtschaft
Der Ort ist ein Dienstleistungszentrum für die umliegende Landwirtschaft. Haupterwerbszweig ist die Fleischverarbeitung. In der Wirtschaftskrise der 1990er Jahre wurde die Wirtschaft des Ortes stark getroffen und die Arbeitslosigkeit stieg an. Seit dieser Zeit schrumpft die Bevölkerung stetig.

## Infrastruktur

### Straßenverkehr
Durch den Ort führt der New Zealand State Highway 1, von dem rund 6 km nordwestlich der State Highway 10 abzweigt und rund 5 km östlich in Kawakawa der State Highway 11 die Ostküste anbindet.

### Schienenverkehr
Moerewa liegt an dem stillgelegten Ende der Bahnstrecke Auckland–Opua. Die Strecke wurde ursprünglich als Verbindung zwischen der Bay of Islands und Whangārei gebaut und am 13. April 1911 eröffnet. Vom Dezember 1925 bis November 1956 hielt der Northland Express in Moerewa und bot eine Direktverbindung nach Auckland. Nach dessen Einstellung konnten Reisende zwischen Opuha und Whangārei gemischte Zügen nutzen, bis der Personenverkehr am 18. Juli 1976 ganz aufgegeben wurde. 1985 wurde auch der Güterverkehr eingestellt und die Strecke von Moerewa nach Kawakawa abgebaut. Der heutige Endpunkt der Bahnstrecke, Otiria, ist ein Ortsteil von Moerewa.

### Bildungswesen
Die Moerewa School ist ein Composite School mit den Jahrgängen 1 bis 10 und durchschnittlich 180 Schüler Stand 2017. Sie wurde 1913 gegründet. Im Jahr 2005 wurde die Otiria School mit der Moerewa School zusammengelegt.